# Hans Linthorst Homan
Pour les articles homonymes, voir Homan.
Johannes Linthorst Homan, dit Hans, né à Assen, le 17 février 1903 et décédé à Rome le 6 novembre 1986, est un homme politique et diplomate néerlandais, appartenant à la famille Linthorst Homan. Il a été un des trois fondateurs de la Nederlandsche Unie, organisation controversée.

## Biographie
Linthorst Homan est le fils du futur commissaire de la Reine en province de Drenthe, Jan Linthorst Homan, et de Jeannette Staal. Son grand-père paternel, Johannes Linthorst Homan, est aussi Commissaire de la reine en Drenthe. Son grand-père maternel était Henri Staal, ministre de la Guerre dans le cabinet De Meester. Après des études au lycée d'Assen, il étudie le droit de 1921 à 1926 à l'Université de Leyde, où il passe son doctorat en 1934. De 1926 à 1932, il exerce comme avocat, dans un cabinet, avec son frère Harry Linthorst Homan. Par la suite, il devient bourgmestre de Vledder et membre des États provinciaux de Drenthe pour le Liberale Vrijheidsbond. Le 1er juin 1937, il est nommé Commissaire de la reine pour la province de Groningue.
Après l'invasion allemande en mai 1940, Linthorst Homan publie le 12 juillet 1940 la brochure Aanpakken! et crée le 24 juillet avec Louis Einthoven et Jan Eduard de Quay (futur Premier ministre) le mouvement Nederlandsche Unie, objet de controverse. Des trois, Linthorst Homan est le plus opposé au défaitisme, mais il est aussi celui qui montre le plus de complaisance face à l'occupant allemand. Fin 1940, il dit espérer que l'Allemagne gagne la guerre, et plaide en privé pour une paix de compromis en février 1941.
Linthorst Homan est révoqué par les Allemands le 9 août 1941 en tant que Commissaire de la reine (révocation transformée après la guerre par l'État néerlandais en démission honorable le 15 avril 1945). À partir du 13 juillet 1942, il est interné dans un camp pour otages, d'abord à Haaren, puis à Sint-Michielsgestel. Le 20 avril 1944, il est libéré, et en août de cette année il entre dans la Résistance de la province de Groningue. En 1945, deux commissions d'épuration n'en jugent pas moins que Linthorst Homan ne pouvait pas retrouver ses fonctions de Commissaire de la reine. Après qu'une enquête gouvernementale sur la Nederlandsche Unie a été menée en 1947, on accorde rétroactivement à Linthorst Homan sa démission honorable.
Il se tient dès lors à l'écart de la vie politique néerlandaise, mais commence en 1952 une carrière diplomatique, entre autres en tant que représentant permanent auprès de la CEE et la CECA du 1er février 1958 au 1er janvier 1963, et en tant que représentant de la CEE. Il assume d'innombrables fonctions annexes parmi lesquelles la présidence du comité olympique néerlandais (NOC). Il meurt à l'âge de 83 ans et est enterré dans la tombe de famille près de l'église réformée de Havelte.
Linthorst Homan était chevalier dans l'ordre du Lion néerlandais.

## Sources
- (nl) Cet article est partiellement ou en totalité issu de l’article de Wikipédia en néerlandais intitulé « Hans Linthorst Homan » (voir la liste des auteurs).